# 管仕
管仕（1950年8月—），加拿大政治人物，2005年-13年間以卑詩新民主黨黨員身份擔任卑詩省議會北海岸選區議員。

## 生平
管仕生於緬尼吐巴省溫尼伯，出生不久後隨家人遷居魁北克省拉欣，再於1967年改居安大略省伯靈頓。他就讀西安大略大學期間曾效力該校的男子冰球校隊，並從該校獲取數學文學士學位和教育學士學位。他畢業後於1976年遷居卑詩省喬治王子城並效力該市的莫霍克冰球隊，翌年則改居該省魯珀特王子港任職教師並加入該市的帝王冰球隊，後成為該隊的隊長。他亦活躍於工會活動，包括出任魯珀特王子港校區教師工會主席。
他於2005年獲取卑詩新民主黨北海岸選區候選人資格，同年5月省選擊敗在該區競逐連任的自由黨候選人貝爾西首度晉身省議會，並於2009年省選連任該區省議員。他曾任在野新民主黨的卑詩渡輪及沿岸社區評議員，以及可持續水產養殖特別委員會、原住民事務專責常務委員會、和公營企業專責常務委員會成員。2010年末，卑詩新民主黨黨魁詹嘉路面臨黨團內13名成員逼宮，而於同年12月6日請辭；管仕據報為該13人之一。
2012年9月，管仕宣布不會在翌年省選競逐連任，其評議員職務於2013年2月由高南靈繼任，再於省議員任期屆滿時卸任。他於2021年獲任為卑詩渡輪管理局理事，2024年連任。
他與妻子洛伊絲·艾略特（Lois Elliot）育有兩名女兒。